# Lula (banda)
Lula es una banda de pop rock española formada por Patrizia Escoin (voz y guitarra), Félix Ribes (bajo) y Adela Arrufat (batería).
La banda se formó en 2004 bajo el liderazgo de Patrizia Escoin, antigua componente de Los Romeos y ha publicado cuatro álbumes: Zapatos nuevos (2006), El mundo está temblando (2007), Sufre como yo (2010) y Viaje a Marte (2013).

## Discografía
- Zapatos nuevos (2006).
- El mundo está temblando (2007).
- Sufre como yo (2010).
- Viaje a Marte (2013).
- Vida Salvaje (2017).